# Ванаги (Буртниекский край)
Ванаги (латыш. Vanagi) — населённый пункт в Буртниекском крае Латвии. Административный центр Валмиерской волости. Находится к северу от города Валмиера у автодороги P17 (Валмиера — Руйиена — эстонская граница). По данным на 2007 год, в населённом пункте проживало 245 человек.
Иногда Ванаги рассматривается как часть села Валмиермуйжа. В Ванаги есть волостная администрация и дом культуры.

## История
В советское время населённый пункт входил в состав Валмиерского сельсовета Валмиерского района.